# Tadese Tola

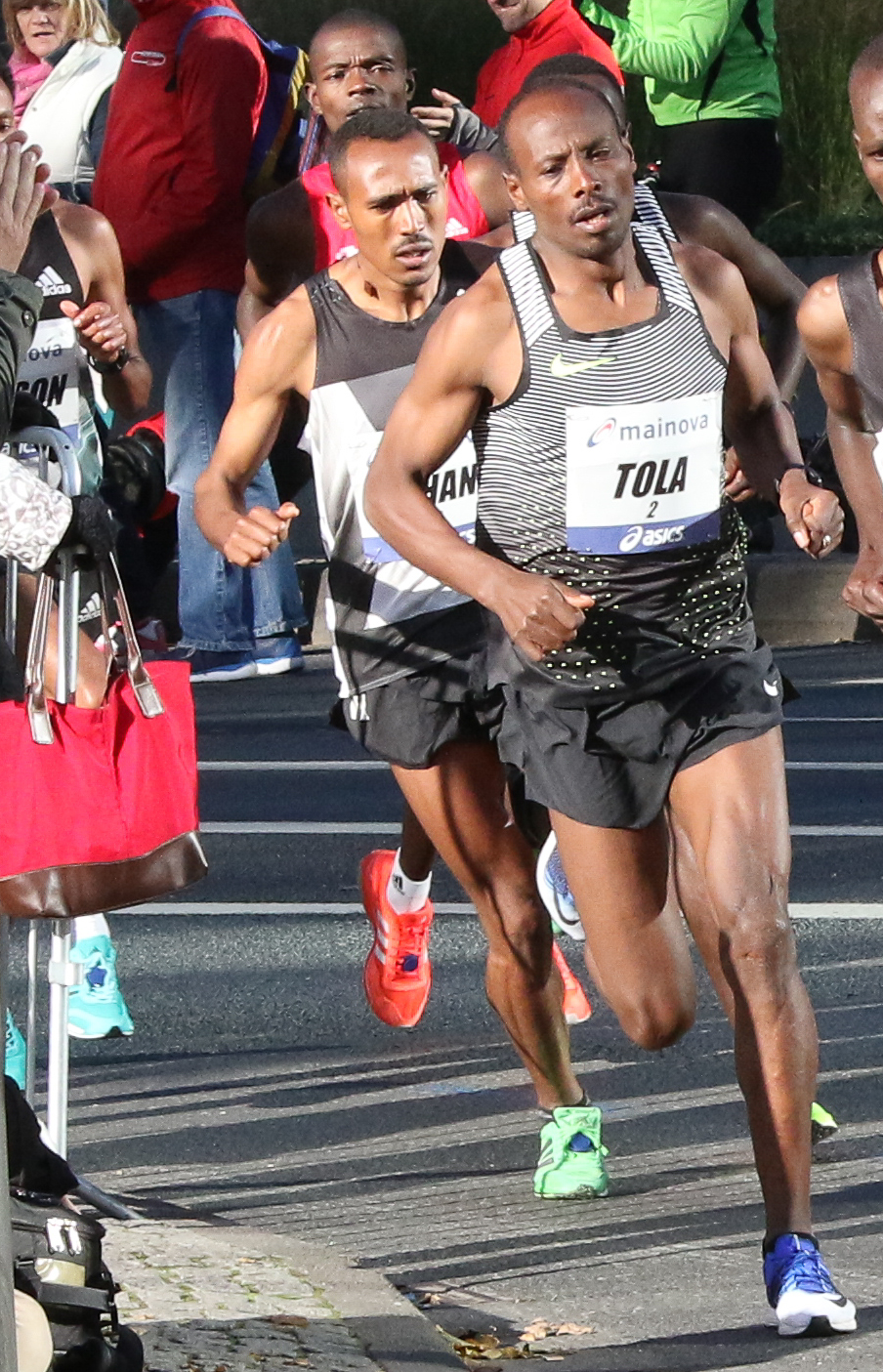
Tadese Tola beim Frankfurt-Marathon 2016

Tadese Tola Woldegeberel (* 31. Oktober 1987 in Addis Ababa) ist ein äthiopischer Langstreckenläufer.
2006 wurde er bei den Leichtathletik-Afrikameisterschaften in Bambous Fünfter über 10.000 m und Siebter bei den Straßenlauf-Weltmeisterschaften in Debrecen. Im Jahr darauf wurde er Siebter bei den Crosslauf-Weltmeisterschaften in Mombasa und kam bei den Leichtathletik-Weltmeisterschaften in Osaka über 10.000 m auf den 13. Platz. 2008 wurde er Fünfter beim Delhi-Halbmarathon und gewann die San Silvestre Vallecana.
2009 wurde er bei seinem Debüt über diese Distanz in 2:15:48 h Zehnter beim Chicago-Marathon. Im folgenden Jahr wurde er Zweiter beim RAK-Halbmarathon. Danach gewann er den Paris-Marathon und steigerte dabei seinen persönlichen Rekord um über neun Minuten auf 2:06:41 h. Im Herbst siegte er beim Portugal-Halbmarathon und wurde Zweiter beim Frankfurt-Marathon. Mit 2:05:10 h beim Dubai-Marathon 2012 qualifizierte er sich für die Olympischen Spiele in London.

## Persönliche Bestzeiten
- 3000 m: 7:43,70 min, 19. Mai 2007, Herrera
- 5000 m: 13:18,82 min, 8. Juni 2007, Villeneuve-d’Ascq
- 10.000 m: 27:04,89 min, 2. Juni 2007, Neerpelt
- 10-km-Straßenlauf: 27:48 min, 16. Mai 2009, New York City
- Halbmarathon: 59:49 min, 19. Februar 2010, Ra’s al-Chaima
- Marathon: 2:04:49 h, 2013, Dubai